# 成克鞏
成克鞏（1608年—1691年），字子固，號青壇，直隸大名人。明末清初政治人物。崇禎末科進士，改庶吉士。不久仕清，官至內秘書院大學士。

## 生平
克鞏為明崇祯十二年（1639年）己卯科順天鄉試第五十名舉人，十六年（l643年）三甲六十三名进士，改庶吉士。明末回鄉避亂。
清兵入關，順治二年（1645年），經過左庶子李若琳推薦，成克鞏開始仕清，被授予國史院檢討。順治五年（1648年），遷秘書院侍讀學士。不久，擢升弘文院學士。順治九年（1652年），遷吏部侍郎。次年升任吏部尚書。
不久，擢升秘書院大學士。因推薦御史郝浴，以“失人”之過降二級。順治十二年（1655年），還所降級。同年加太子太保，短期暫攝左都御史職缺。順治十五年（1658年），加少保，改保和殿大學士，兼任戶部尚書。次年又加少傅，兼太子太傅。
順治十八年（1661年），聖祖即位，成克鞏復改為國史院大學士。康熙元年（1662年），調任秘書院大學士。次年乞休回籍。康熙三十年（1691年）卒，年八十四歲。
克鞏數次主持鄉試、會試，堪稱“得士”，湯斌、馬世俊、張玉書、嚴我斯、梁化鳳等，皆出於其門下。還曾充任太宗實錄及太祖、太宗聖訓總裁。

## 家族
曾祖成序爵，廪生，赠礼部尚书大學士。祖父成郁，生员，赠礼部尚書大學士。父成基命，丁未進士，官至礼部尚書兼文渊阁大學士（內閣首輔），赠少保。子成亮，任翰林院編修；成光，任職武昌守道。